# Eucosmodontidae
Eucosmodontidae (лат.) — семейство вымерших млекопитающих из подотряда Cimolodonta отряда многобугорчатых. Их ископаемые остатки известны из верхнего мела и палеоцена (83,6—50,5 млн лет) на территории Азии (Монголия) и Северной Америки (США, Канада и Мексика). Типовой род семейства Eucosmodon. Это были древесные всеядные животные. Возможно, они связаны родством с Djadochtatherioidea, но без дальнейших находок это остаётся сомнительным За исключением частично сохранившейся морды, ископаемые свидетельства ограничиваются зубами. Исследование 2021 года подтверждает эту связь.

## Классификация
На июль 2025 семейство включают следующие вымершие роды и виды:
- †Clemensodon Krause, 1992
  - †Clemensodon megaloba Krause, 1992
- †Eucosmodon Matthew and Granger, 1921
  - †Eucosmodon americanus Cope, 1885
  - †Eucosmodon molestus Cope, 1886
  - †Eucosmodon primus Sloan, 1981
  - †Eucosmodon sparsus Simpson, 1937
  - †Eucosmodon ultimus Granger and Simpson, 1928
- †Stygimys Sloan and Van Valen, 1965
  - †Stygimys camptorhiza Johnston and Fox, 1984
  - †Stygimys gratus Jepsen, 1930
  - †Stygimys jepseni Simpson, 1935
  - †Stygimys kuszmauli Sloan and Van Valen, 1965
  - †Stygimys teilhardi Granger and Simpson, 1929
  - †Stygimys vastus Lofgren et al., 2005